# Aspidoscelis uniparens
Aspidoscelis uniparens é uma espécie de lagarto da família Teiidae que é encontrada nos Estados Unidos e no México. Vive em estepes desérticas ou degradadas, e também em planícies baixas. Toda sua população é composta por fêmeas, e a cópula é feita por indivíduos do mesmo sexo, com uma, variando o indivíduo a cada duas semanas, imitando o comportamento do macho. Apesar de ocorrer esse processo, a população é estável, com mais de um milhão de indivíduos, e a espécie é classificada como pouco preocupante. Segundo os especialistas, esse comportamento é vantajoso pois todos os indivíduos são capazes de botar ovos. Seus ovos são depositados no chão.

## Taxonomia
A taxonomia do gênero era desconhecida até a década de 1950 até o início dos anos 60. Um relatório de 1958 confirmou que nenhum lagarto masculino havia sido descoberto em uma coleção de espécimes de C. tesselatus. Nesse mesmo ano, a partenogênese foi confirmada no gênero Lacerta da família Lacertidae. Logo depois, os pesquisadores descobriram que também não havia machos em C. exsanguis, C. neomexicanus ou C. velox. Ao invés de inscrever todas as espécies de Cnemidophorus em um único grande gênero, Lowe e Wright propuseram uma divisão que colocou o clado norte-americano "Cnemidophorus" no gênero monofilético Aspidoscelis. Sob este acordo, a taxa sul-americana permanece no gênero Cememophorus.